# Пожар поезда «София — Кардам»
Пожар поезда «София — Кардам» произошёл 28 февраля 2008 года на пассажирском составе БДЖ, совершавшем ночной рейс из Софии в Кардам (Добричская область), около индустриальной зоны города Червен-Бряг. Погибло 9 пассажиров и ранено 10. Несмотря на проведённые расследования и судебные процессы, в конечном итого никто не понёс ответственности за трагедию.

## Катастрофа
Пожар произошёл в ночной рейс № 2637 поезда типа InterCity, следовавшего из Софии в Кардам. Возгорание произошло примерно в 23:40 по по местному времени, вокруг промышленной части города Красный Берег (по болгарски Червен Бряг — между Романом (по болгарски Роман) и Телиш: где скорость была около 100 км / ч, во втором (спальном) вагоне, который находился (в направлении движения поездов) перед вагоном-купе (так называемый туристический спальный вагон: в каждой кабине среднюю и верхнюю кровать можно поднять в вертикальное положение и заблокировать, чтобы не восстанавливать произвольно их горизонтальное положение) где находилось 35 человек. Пламя быстро перекинулось на соседний вагон, в котором находилось 27 человек. Всего в поезде ехало около 150 пассажирова. После начала пожара поезд остановился, началась эвакуация пассажиров. Пожарные, прибывшие из города Плевен, погасили огонь в 5:30 утра. Жертвами огня стали 9 пассажиров вагона, в котором началось возгорание.
Среди жертв трагедии — директор Национального археологического музея Рашо Рашев.
Для предотвращения проникновения нелегального пассажира на промежуточную станцию: на внутренней стороне дверей вагона (со стороны платформы) и на раме дверей вагона (со стороны платформы) установлены металлические проушины с круглым профилем. заклепана через которую металлическая цельная ось. ВОЗМОЖНЫЕ ПРИЧИНЫ ПОЖАРА: люминесцентные лампы круглого профиля длиной около метра с окрашенной внутренней частью, установленные в средней части потолка спальни, и маленькие (размером с монету) со сферической полностью прозрачной формой, вероятно, частично или полностью неисправны: битое стекло вокруг вольфрамовой проволоки от раскаленного до ярко-белого цвета, пластмассы или резины частично отсутствует изоляция вокруг кабелей электропитания, что является предпосылкой для возникновения так называемого электрического короткого замыкания, то есть миниатюрной дуги напряжения, сильно и заметно деформированной части обычная пластиковая защитная крышка в области под миниатюрную сферическую полностью прозрачную лампу; размещение в кабине спального вагона туристического баллона, содержащего сильно сжатый пропан-бутан; верхняя часть окна может перемещаться вверх или вниз, и, если она была оставлена в открытом положении, то очень быстро входящий атмосферный воздух, окружающий быстро движущийся поезд, мог раскачать один из двух свободных, и их нижний конец приблизился к нагретому (из-за тепла, излучаемого ярко-белой вольфрамовой катушкой накаливания миниатюрной лампочки, практически без вентиляционных отверстий) до (или более) 100 градусов по Цельсию пластиковая прямоугольная крышка, а также потому, что кто-то, путешествующий предыдущим курсом поезда, курил сигареты незаконно когда окно закрыто, отделенная никотиновая смола просачивается в занавеску и остается там постоянно. в те времена традиционно болгарские спальные вагоны отапливались за счет водяного отопления, а вода нагревалась в котле, работающем на дровах или угле, расположенном в одном конце вагона.
В память о погибших (Антоанета Апостолова, Валерия Желева, Галина Иванова, Даниел Вичев, Елена Халачева, Калчо Енчев, Мая Мишева, Рашо Рашев, Стоян Ковачев) 5 марта 2008 года было объявлено днём национального траура. Общины Шумен и Добрич объявили траур 4 марта 2008 & 5 марта 2008 соответственно.

## Расследование
В качестве причины пожара следователи рассматривали террористический акт, неосторожные действия пассажиров, техническую неисправность или ошибку техобслуживания.
6 марта 2008 года Народным собранием была создана временная комиссия в составе 14 человек (в окончательный состав вошли 13 человек) для расследования причин катастрофы. Срок полномочий комиссии — два месяца.
7 марта эксперт по борьбе с терроризмом Христо Смоленов заявил в интервью газете «Труд», что наиболее вероятная версия — это террористический акт, поскольку источников огня было два, и возникновение такого пожара невозможно без внешнего вмешательства. Такого же мнения придерживался и другой эксперт по борьбе с терроризмом — Иван Бояджиев.
Позднее в тот же день директор Национальной следственной службы объявил, что следов террористического акта не обнаружено. В ходе расследования выяснено, что источник огня был один, а следы взрывчатых веществ не найдены.
12 марта прокуратура сообщила, что основная версия возникновения пожара — короткое замыкание осветительного прибора в шестом купе спального вагона.

## Суд и обжалование
В мае 2010 года окружной суд в Плевене вынес приговоры двум работникам железной дороги «за халатность в исполнении должностных обязанностей и необеспечение безопасности пассажиров поезда, приведшие к гибели более одного человека». Проводник вагона Георгий Георгиев и начальник поезда Иванка Костадинова осуждены на 12 и 8 лет лишения свободы соответственно. Проводник был обвинён в употребление алкоголя на рабочем месте. Георгиев и Костадинова не смогли организовать эвакуацию пассажиров из охваченных пламенем вагонов, а также не обеспечили доступность исправных средств пожаротушения на местах. Был оправдан заместитель директора подразделения «Спальные и специальные вагоны» БДЖ по эксплуатации Георгий Иванов, по приказу которого боковые двери спальных вагонов закрывались не только на ключ, но и на задвижку, что помешало открытию дверей вагонов во время пожара. Также суд постановил, что осуждённые совместно с БДЖ должны выплатить денежное возмещение родственникам погибших, общая сумма выплат должна составить около 2 млн левов.
Приговоры были обжалованы и в марте 2011 года апелляционный суд в Велико-Тырново присудил новые сроки лишения свободы — 8,5 и 5 лет для Георгиева и Костадиновой соответственно. Сумма выплат оставлена без изменений.
В сентябре 2011 года было проведено заседание Верховного кассационного суда Болгарии. Подсудимые Георгиев и Костадинова заявили о своей невиновности, поскольку «сделали всё, что в их силах», и ходатайствовали об оправдании. ВКС признал, что суд нижестоящей инстанции допустил ряд процессуальных нарушений и что жалобы осуждённых на несправедливость вынесенного приговора обоснованны. Решение Великотырновского апелляционного суда было полностью отменено. ВКС также заявил, что вынесение оправдательного приговора в отношении Георгия Иванова было ошибкой.

## Список жертв
- Антоанета Апостолова
- Валерия Желева
- Галина Иванова
- Даниел Вичев
- Елена Халачева
- Калчо Енчев
- Мая Мишева
- Рашо Рашев
- Стоян Ковачев